# Esfenacodontoïdeus
Els esfenacodontoïdeus (Sphenacodontoidea) són un clade de sinàpsids que aparegueren durant el Carbonífer superior. Inclouen els teràpsids i, per tant, els mamífers. Tenen les dents encara més diferenciades que els pelicosaures que els precediren. Així mateix, canvien la postura eixancarrada de les potes en els «rèptils» mamiferoides per les potes erectes que tenen els mamífers moderns (excepte els monotremes).